# 拉维莱利亚尔塔
拉维莱利亚尔塔，是西班牙加泰罗尼亚塔拉戈纳省的一个市镇。总面积5平方公里，总人口132人（2001年），人口密度26人/平方公里。